# Condado de Noreña
El título de conde de Noreña es un título nobiliario histórico español que estuvo vigente solamente unos pocos años, siendo suprimido en 1395 y revirtiendo en la Corona, que nunca más lo ha concedido, Su nombre hace referencia al concejo de Noreña, en Asturias.

## Señores de Noreña
- Rodrigo Álvarez de las Asturias

## Condes de Noreña
- Enrique de Trastámara
- Alfonso Enríquez, también I conde de Gijón y I señor de Paredes de Nava

Tras la confiscación del título y señorío a Alfonso Enríquez por sus continuas revueltas, el señorío pasó al obispo de Oviedo, Gutierre de Toledo y sus sucesores, quienes siguieron titulándose condes de Noreña hasta mediados del siglo XX.

## Historia
Rodrigo Álvarez de las Asturias, que ostentaba el título por nacimiento, lo cedió en herencia a su ahijado Enrique II de Trastámara, que a su vez se lo concedió a su hijo bastardo Alfonso Enríquez, quien lo utilizaría como centro para sus repetidas rebeliones contra su hermanastro Juan I. Una vez derrotado Alfonso por el rey Juan I, este le confiscó todas las tierras del condado.
Juan I, en 1383, concede la casa de Noreña con su aldea e sennorio al obispo de Oviedo Gutierre de Toledo en pago a su apoyo a la causa del rey y su oposición al conde. El privilegio a favor de la Mitra e Iglesia de Oviedo fue otorgado en las Cortes de Segovia a vente de septiembre Era de mil cuatrocientos y veinte y uno, qu es año de mil trescientos y ochenta y tres. Esta acción del rey Juan I se recibió en Noreña con gran disgusto, exteriorizando sus vecinos su contrariedad con esta significativa expresión: Con mal va Noreña que, con pendón y caldera, es fecha sierva de Iglesia.
Ello no obstante, Enrique III el Doliente –sucesor de Juan I– restituyó a su tío Alfonso Enríquez el condado de Noreña y todas sus posesiones, pero una vez más las deslealtades de este hacia el rey hicieron que fuese perseguido y derrotado en 1395. De nuevo don Alfonso Enríquez perdió el condado de Noreña, esta vez de forma definitiva.
Los obispos de Oviedo continuaron utilizando el título de condes de Noreña –si bien no constaba reconocimiento oficial del mismo, solo la adscripción de Noreña y su término al señorío eclesiástico episcopal– hasta la definitiva supresión de los señoríos jurisdiccionales (1837). El último obispo de Oviedo que llevó el título de conde de Noreña fue Francisco Javier Lauzurica y Torralba, quien dejó de emplearlo a causa del decreto de la Congregación Consistorial de 12 de mayo de 1951, que prohibió a los obispos el uso de títulos nobiliarios civiles en sus inscripciones y escudos.